# Vér és csont
A Vér és csont (eredeti cím: Blood and Bone) 2009-ben bemutatott amerikai harcművészeti film, amelyet Michael Andrews forgatókönyvéből Ben Ramsey rendezett. A főbb főszerepekben Michael Jai White, Eamonn Walker, Julian Sands és Matt Mullins látható. A további szerepekben Ernest Miller korábbi profi birkózó, Bob Sapp, Kimbo Slice, Maurice Smith és Gina Carano MMA harcosok is feltűnnek.
A forgatás Los Angeles különböző helyszínein zajlott. Az Amerikai Egyesült Államokban 2009. szeptember 15-én jelent meg DVD-n.

## Cselekmény
Egy börtön mosdóhelyiségében Isaiah Bone fegyenc összeveri a rátámadó J.C. nevű rabot és annak bandáját. A frissen szabadult, kiválóan képzett harcművész és ex-tengerészgyalogos Bone Los Angelesben vesz ki lakást egy Tamara nevű nőtől. A városban sűrűn rendeznek illegális pénzdíjas underground bunyókat, ahol a bandák legjobb bunyósai mérik össze erejüket. Bone szemtanúja lesz annak, ahogy a Kalapácsember névre hallgató bajnok eszméletlenre veri egy Pinball nevű promóter harcosát. Bone alkut köt Pinballal; ha bunyósként beveszi őt a küzdelembe, a megnyert pénz 20%-át neki adja. Pinball rövid tétovázás után elfogadja az ajánlatot. Ugyanezen az éjszakán Bone találkozik James maffiafőnökkel és barátnőjével, Angela Sotóval. Bone elindul az első underground küzdelmében és könnyűszerrel diadalmaskodik. Pinball elmondja Bone-nak, hogy Angela korábban házas volt: James magának akarta a nőt, ezért annak férjét, Dannyt gyilkossági ügybe keverte és börtönbe juttatta. Amikor James megtudta, hogy a nő terhes, abortuszra kényszerítette. Azóta Angela drogfüggővé vált.
A következő néhány éjszaka alatt Bone hírnevet szerez magának az underground küzdősportban és több ezer dollárt keres. Ugyanakkor elkezd kötődni azokhoz az emberekhez, akik a lakóházban élnek: Tamara, a főbérlő, Roberto, egy idős latin-amerikai férfi, akivel sakkozni szokott, és Jared, egy kisfiú, akit Tamara örökbe fogadott, miután az apját börtönbe küldték. Miután a legyőzhetetlen Kalapácsember is a földre kerül, Bone-nak alkut ajánl James. A nemzetközi underground küzdősportot egy "Konzorcium" nevű, gazdag és befolyásos emberekből álló szervezet irányítja, de főként egy Franklin McVeigh nevű feketepiaci fegyverkereskedő. James azt akarja, hogy Bone megmérkőzzön "csinifiú" Price-szal, a címvédő bajnokkal. Bone átfontolja James ajánlatát, ezután elárulja Angelának, cellatársak és közeli barátok voltak Dannyvel. Egy napon Dannyt meggyilkolta egy J.C. nevű rab. Angela elmeséli neki saját történetét: nem sokkal azután, hogy Danny börtönbe került, fiút szült, de elvesztette a felügyeleti jogát, és nem tudja, él-e még. Bone megígéri, elviszi a fiához, de előtte egy drogrehabilitációs klinikára viszi.
Másnap reggel James 5 millió dollárt ad McVeigh-nek azért, hogy a Konzorcium jóváhagyja a Bone és Price közötti harcot. Aznap este Bone értesül Roberto haláláról, akit James a harci kutyáival marcangoltatott halálra, mert szemtanúja volt James egyik gyilkosságának. Bone nem fogadja el James harcajánlatát, főként azért, mert állítása szerint sosem egyezett bele, csupán annyit ígért, még átgondolja az ajánlatot. James megparancsolja az embereinek, vadásszák le Bone-t és Pinballt. James testőre, Teddy D és gengszterei a rehabilitációs klinika felé tartanak, hogy elvigyék Angelát, de Bone és Pinball elintézik őket. James McVeigh villájához csalogatja őket. 
James felszólítja Bone-t, harcoljon Price ellen, és szerezze vissza az 5 millió dollárját, máskülönben megöleti Angelát, Tamarát, Jaredet és Pinballt. Bone titokban rögzíti James beismerő vallomását és továbbítja azt Pinball mobiltelefonjára, aki elküldi a videót a rendőrségnek. Bone szembeszáll Price-szal és kis híján megadásra kényszeríti, de az utolsó pillanatban Bone feladja a harcot. A feldühödött James megragad egy katanát és megtámadja Bone-t, de ő felülkerekedik és egy általa elhárított kardcsapással James véletlenül levágja a saját kezét. Bone elmenekül, mielőtt a rendőrség megérkezik a villához és letartóztatja Jamest. Másnap Angela végre találkozhat Jareddel. Bár a korábban dühös Tamara most maradásra ösztönzi Bone-t, ő a távozás mellett dönt és egy készpénzzel teli borítékot ad neki.
A végefőcím alatt McVeigh elküldi J.C.-t és bandáját, hogy megbüntessék Jamest a börtön zuhanyzójában, ahol megtámadják és egy késsel szodomizálják.

## Szereplők
| Színész           | Szerep             | Magyar hang[forrás?]   |
| ----------------- | ------------------ | ---------------------- |
| Michael Jai White | Isaiah Bone        | Horváth-Töreki Gergely |
| Eamonn Walker     | James              | Papp Dániel            |
| Dante Basco       | Pinball            | Baráth István          |
| Michelle Belegrin | Angela Soto        |                        |
| Julian Sands      | Franklin McVeigh   |                        |
| Matt Mullins      | "Csinifiú" Price   |                        |
| Ron Yuan          | Teddy "Teddy D"    | Moser Károly           |
| Kevin Phillips    | Danny Soto         | Penke Bence            |
| Nona Gaye         | Tamara             | Zakariás Éva           |
| Tanoai Reed       | Aranyfogú          | nem szólal meg         |
| Gina Carano       | Veretta "Vendetta" | Trokán Nóra            |
| Kimbo Slice       | J.C.               | Katona Zoltán          |
| Bob Sapp          | Kalapácsember      |                        |
| Maurice Smith     | gyorskezű          |                        |
| Ernest Miller     | anyu kedvence      |                        |
| Shannon Kane      | Chanel             |                        |

## Fordítás
- Ez a szócikk részben vagy egészben  a   Blood and Bone című angol Wikipédia-szócikk fordításán alapul.  Az eredeti cikk szerkesztőit annak laptörténete sorolja fel. Ez a jelzés csupán a megfogalmazás eredetét és a szerzői jogokat jelzi, nem szolgál a cikkben szereplő információk forrásmegjelöléseként.